# 巴達維亞號帆船
巴達維亞號（荷蘭語：Batavia，發音：[baˈtaːvia] ⓘ）是一艘荷蘭東印度公司（VOC）所屬的帆船。該船於1628年在阿姆斯特丹建造，並作為公司的新旗艦於同年首航前往荷屬東印度首府巴達維亞城 。然而在1629年6月4日，巴達維亞號在澳洲西海岸附近的華勒比群島上失事。
當船沈沒時，船上大約擁有300名乘客上岸，40人溺水身亡。該船隻的指揮官弗朗西斯科·佩爾薩爾特則航行到巴達維亞尋求幫助，並指派商人耶羅尼穆斯·科內利斯擔任領導。然而，科內利斯以「尋找食物」為由派遣士兵維比·海耶斯率領的大約20名士兵前往附近的島嶼意圖讓他們尋死，並在幾週的時間對倖存者策劃了一場大屠殺，導致包括婦女、兒童和嬰兒在內125名倖存者遭到殺害。少數婦女被當作性奴隸。
然而，海耶斯一行人在前往東華勒比島後意外找到了淡水，在得知科內利斯的暴行後，他們決定與科內利斯一行人展開了一系列激烈的戰鬥。該戰事直到1629年10月，他們被佩爾薩爾特乘坐的薩達姆號救援而告終。佩爾薩爾特隨後審判並定罪了科內利斯和他的六名手下，使他們成為第一批在澳洲被合法處決的歐洲人。另外兩名被判處輕微罪行的手下則被流放澳洲，最終在巴達維亞號上最初的341名成員中，只有122名倖存者到達了巴達維亞港。
今日，發生在巴達維亞號的悲劇被譽為「海上歷史最可怕的恐怖事件」之一，巴達維亞號的事件及一直是眾多出版歷史的主題，由於在歐洲與澳洲歷史上的獨特地位，巴達維亞號的故事是有時作為英國囚犯在雪梨登陸的另一種創始敘事。許多巴達維亞號文物包括船尾遺骸，目前都存放在西澳大利亞弗里曼特爾的沉船畫廊展示，巴達維亞號的複製品則作為博物館船停泊在荷蘭莱利斯塔德。

## 處女航
1628年10月27日，受荷蘭東印度公司（VOC）委託，新建的巴達維亞號從荷蘭泰瑟尔駛往荷屬東印度群島以輸運香料、金、白銀等物質。並與該公司的其他六艘船隻一樣沿著布勞威爾航線航行，當時巴達維亞號船上共有341名乘客，其中共有100多名士兵，以及水手、公司高級職員與其眷屬，巴達維亞號的最高指揮官為高級商人弗朗西斯科·佩爾薩爾特，阿里安·雅各布斯（Ariaen Jacobsz）則擔任船長。佩爾薩爾特和雅各布斯過去曾在蘇拉特董事會相遇，當時佩爾薩爾特在喝醉後公開毆打雅各布斯，而雅各布斯則在其他商人面前侮辱了佩爾薩爾特。這場事件發生後，兩人之間存在敵意。船上的成員還有初級商人耶羅尼穆斯·科內利斯（30歲），他是一名來自哈勒姆的破產藥劑師，他因捲入與畫家約翰內斯·范德貝克有關的異端信仰，害怕被捕的科內利斯因而搭乘該船借此逃離荷蘭。

### 叛變
根據佩爾薩爾特的說法，雅各布斯和科內利斯在航行期間構思了一個挾持計劃，知情船上載有大量的貿易黃金和白銀的兩人，因而想藉此控制船隻前往其他地方展開新的生活。當船隻離開好望角後，他們將船停下來尋找補給品，佩爾薩爾特指控雅各布斯故意使船偏離航向，導致與其他艦隊失散。並特意安排了一個事件開始在船上帶動混亂。這涉及對一位著名的年輕女乘客盧克雷蒂亞·揚進行性侵犯，雅各布斯和科內利斯刻意讓激怒佩爾薩爾特使其對船員進行紀律處分。

## 沈沒

巴達維亞號位於西澳大利亞海岸附近的沉船地點

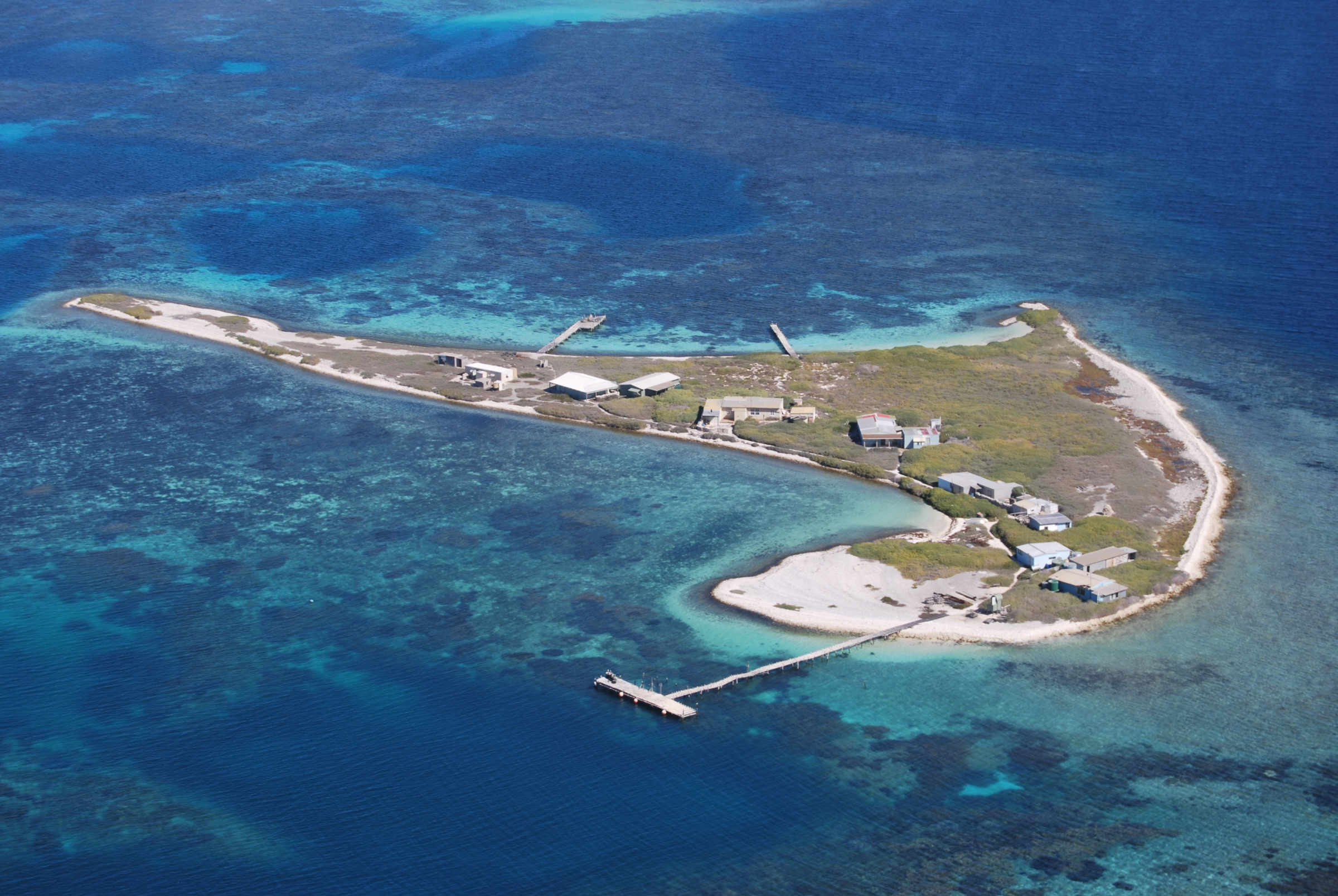
巴達維亞的墓地，現稱為燈塔島，位於特曼·阿布羅霍斯群島的華勒比島東側

1629年6月4日，巴達維亞號在航行途中撞擊了位於澳洲西海岸華勒比群島燈塔島附近的晨礁，船隻隨即沈沒，船上的341人中，包括所有的婦女和兒童都藉由高低桅帆船的長艇轉移至附近的島嶼。最終大多數乘客和船員設法上岸島上，然而其中共有40人因溺水而身亡。部分船上的食物、水源等物質也被倖存者打撈到島上。
巴達維亞號的調查人員初步對華勒比群島進行調查，發現該島嶼上並沒有淡水，只有有限的食物（海獅和鳥類）。意識到形勢嚴峻的佩爾薩爾特決定前往大陸尋找水源。原由雅各布斯、佩爾薩爾特、高級軍官、幾名船員和一些乘客組成約48人的小分隊，則乘坐9公尺（30英尺）的長艇離開沉船現場，尋找飲用水源。然而在島上尋找水源失敗後，他們離開其他倖存者向北航行，前往荷屬東印度群島巴達維亞城尋求救援。在途中，待在島上的船員們進一步探索大陸尋找淡水。
48人的小分隊共花了33天的時間才抵達巴達維亞城，途中僅在努沙甘邦岸尋找到水源，然而在他們抵達巴達維亞後，船長揚·埃弗茨（Jan Evertsz）因疏忽和「離譜行為」而被捕並被處決，罪名是在船隻失事前參與叛變。雅各布斯也因對於沈船事件有過失責任而被捕。
時任荷屬東印度總督揚·彼得斯佐恩·庫恩立即下令佩爾薩特指揮26名船員乘坐薩達姆號以營救其他倖存者，並試圖打撈巴達維亞號的貨物。佩爾薩特一行人後來耗時約二個月才找到島嶼的位置。當小分隊終於回到現場，卻發現留在島上的倖存者之間發生血腥的屠殺。

### 大屠殺

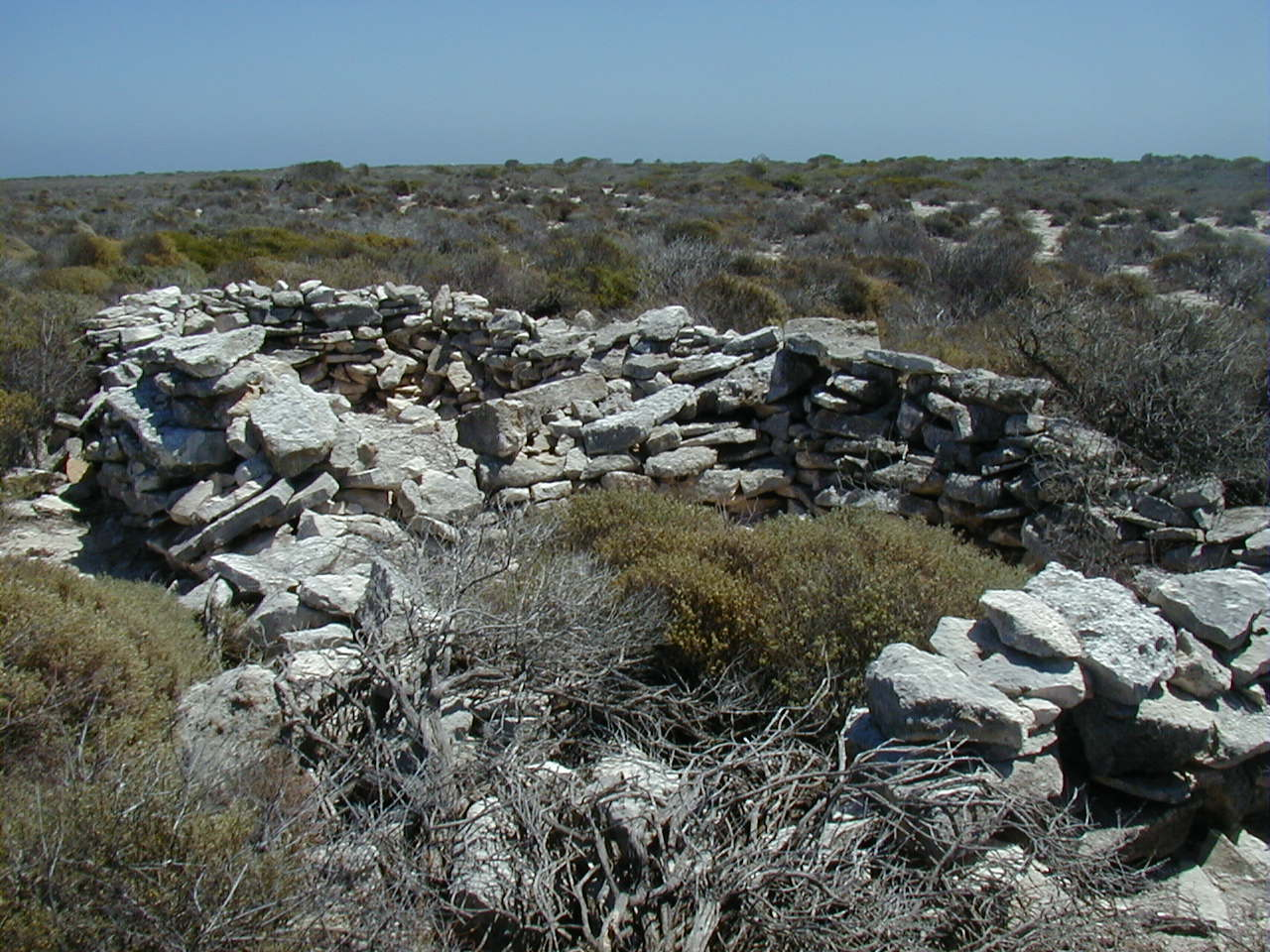
西華勒比島的維比海耶斯石堡。

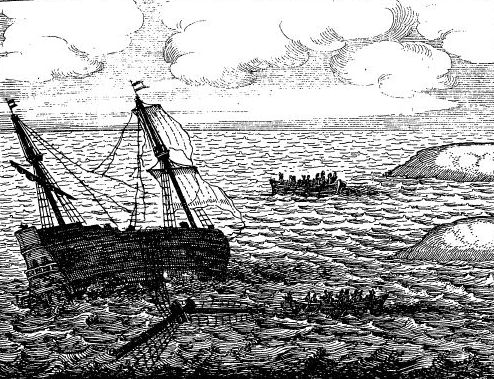
海耶斯的士兵和科內利斯帶領的叛亂份子競相前往救援船隻薩達姆號。

科內利斯是少數留在巴達維亞號煽動叛變的主導者之一。儘管他既不是水手也不是士兵，但由於他在荷蘭東印度公司的高級職位，科內利斯被選定為負責倖存者安全的領導人。由於擔心與他一同煽動叛變，並跟隨小分隊離開的團伙回到巴達維亞城後遭到逮捕而被波及，因此科內利斯計劃劫持任何可能返回的救援船，並利用該船尋找另一個避風港，同時也企圖打撈沉船中的黃金和白銀，以此逃到澳洲建立一個屬於自己的「王國」。然而要實施這個計劃，他必須要消滅潛在的對手。
科內利斯的第一個計畫，是尋找水源為藉口，指派由維比·海耶斯領導的一群士兵前往附近的西華勒比島（位於燈塔島西北約8.7公里或5.4英里處）。並告知若海耶斯找到水源，則以發送烽火作為信號，當海耶斯率領的部隊離開燈塔島後，科內利斯確信他們不會成功並死在那裡，自己則完全控制了毫無抵抗能力的倖存者。並以武力威脅，將所有武器和食物掌控於他的控制之下。
科內利斯本人從未犯下任何謀殺罪行，儘管他試圖毒死一個嬰兒（最終被扼殺）但未能成功。相反，他通常以受害者犯下盜竊、對於管理制度不滿等犯罪藉口，因而合理化自身行為對倖存者進行攻擊及殺害，最初，科內利斯和他的同夥是為了自保而殺人，然而他們在殺害倖存者的過程中則將其視為娛樂作為消遣。科內利斯的計劃是將島上的人口減少到只剩45人左右，最終由科內利斯帶領的部隊至少謀殺了約110名男子、婦女和兒童. 。而少數婦女被當作性奴隸；其中包括盧克雷蒂亞·揚。

### 救援
儘管科內利斯認為海耶斯等士兵將在西華勒比島上死亡，然而海耶斯一行人則在西華勒比島找到良好的水源和食物來源。最初他們不知道燈塔島上發生了大屠殺，並發送了預先安排的煙霧信號來宣布發現。然而，他們很快就從逃離燈塔島的倖存者那裡得知慘劇發生。作為回應，士兵們使用沉船中衝上來的材料建造臨時武器，為防禦科內利斯的威脅，海耶斯的團隊則使用了在地石灰岩和珊瑚塊建造了一座小石堡，該石堡現被稱為維比海耶斯石堡。
當科內利斯得知西華勒比島上有水源的消息，由於自己的資源正在減少，這些士兵將會威脅到自己的地位。因而派出兵隊試圖擊敗困在西華勒比島上的士兵。然而，訓練有素的士兵比科內利斯的隊伍更有實力，並在幾場戰鬥中輕鬆擊敗了部隊，最終則成功抓獲科內利斯以此作為人質。逃脫的殘黨在士兵沃特·路斯的帶領下重新集結，並使用火槍嘗試攻破海耶斯的堡壘，這一次幾乎擊敗了所有士兵。正當殘黨將對海耶斯的陣營發動最終的攻擊時，聯合部隊的救援船薩達姆號到達了附近的海域，科內利斯的手下和士兵們爭先前往薩達姆號。最終則是由海耶斯率先到達船上，向佩爾薩爾特告知發生在燈塔島上的慘劇，最終聯合部隊則俘虜了由科內利茲帶領的所有叛亂份子。

## 後果

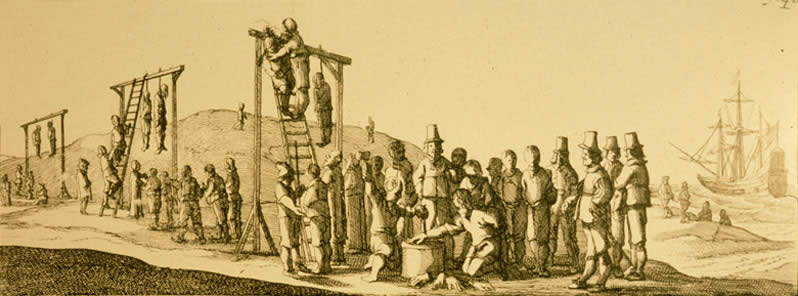
對於巴達維亞號大屠殺兇手的絞刑

在得知科內利斯叛變並對島上發動一系列大屠殺的事件後，在返回巴達維亞的航程前，佩爾薩爾特因考慮救援船無法承載過多的倖存者和囚犯。在經過短暫的審判後，決定將罪行嚴重的罪犯帶到附近的海豹島進行處決，而科內利斯和他的幾個追隨者在被砍斷雙手後執行絞刑。
沃特·路斯和一名被認為是輕微罪犯的揚·佩爾格羅姆·德·拜（Jan Pelgrom de Bye）則被流放至澳洲大陸，從此再也沒有聽說過該兩人的行蹤。這也使他們成為第一批永久居住在澳洲大陸的歐洲人。兩人被流放的位置被認為是現在西澳大利亞州卡爾巴里附近的維特卡拉溪（Wittecarra Creek） ，一說則是被流放到格雷戈里附近。
科內利斯的其他追隨者最終被帶到巴達維亞城接受審判。其中五人被執行絞刑，另外幾人則是在返航的航程中遭到鞭打、執行海軍刑或被掛在桅杆上。科內利斯的二把手雅克普·彼得斯（Jacop Pietersz）則被執行了最嚴厲的懲罰死亡輪。雅各布斯儘管遭受了酷刑，然而因本人未承認參與策劃叛亂，並因缺乏證據之故而逃脫了處決。最終變成了什麼不得而知。可能死在巴達維亞的監獄裡。一個調查委員會認為由於總指揮者佩爾薩爾特缺乏權威性，因此對於島上所發生的事情負有部分責任。最終他的金融資產被沒收，並在一年之內去世。
海耶斯被尊為「英雄」並晉升為中士，而他手下的人則被提升為下士。而巴達維亞號上最初的341人中，只有122人到達了巴達維亞港。

## 殘骸

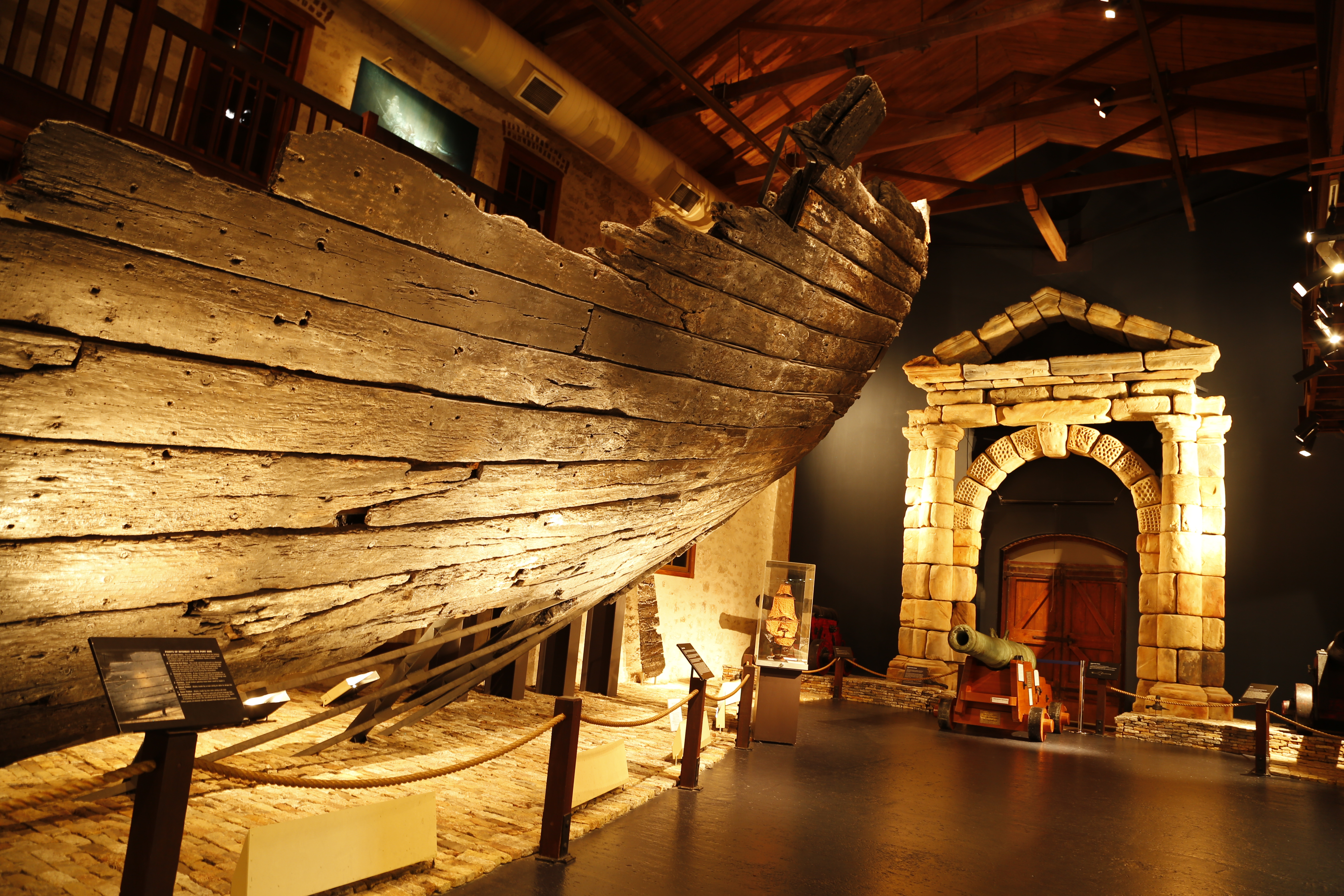
巴達維亞號殘骸，現位於西澳大利亚州弗里曼特爾的小賣部大樓（西澳大利亞博物館沉船展廳）保存

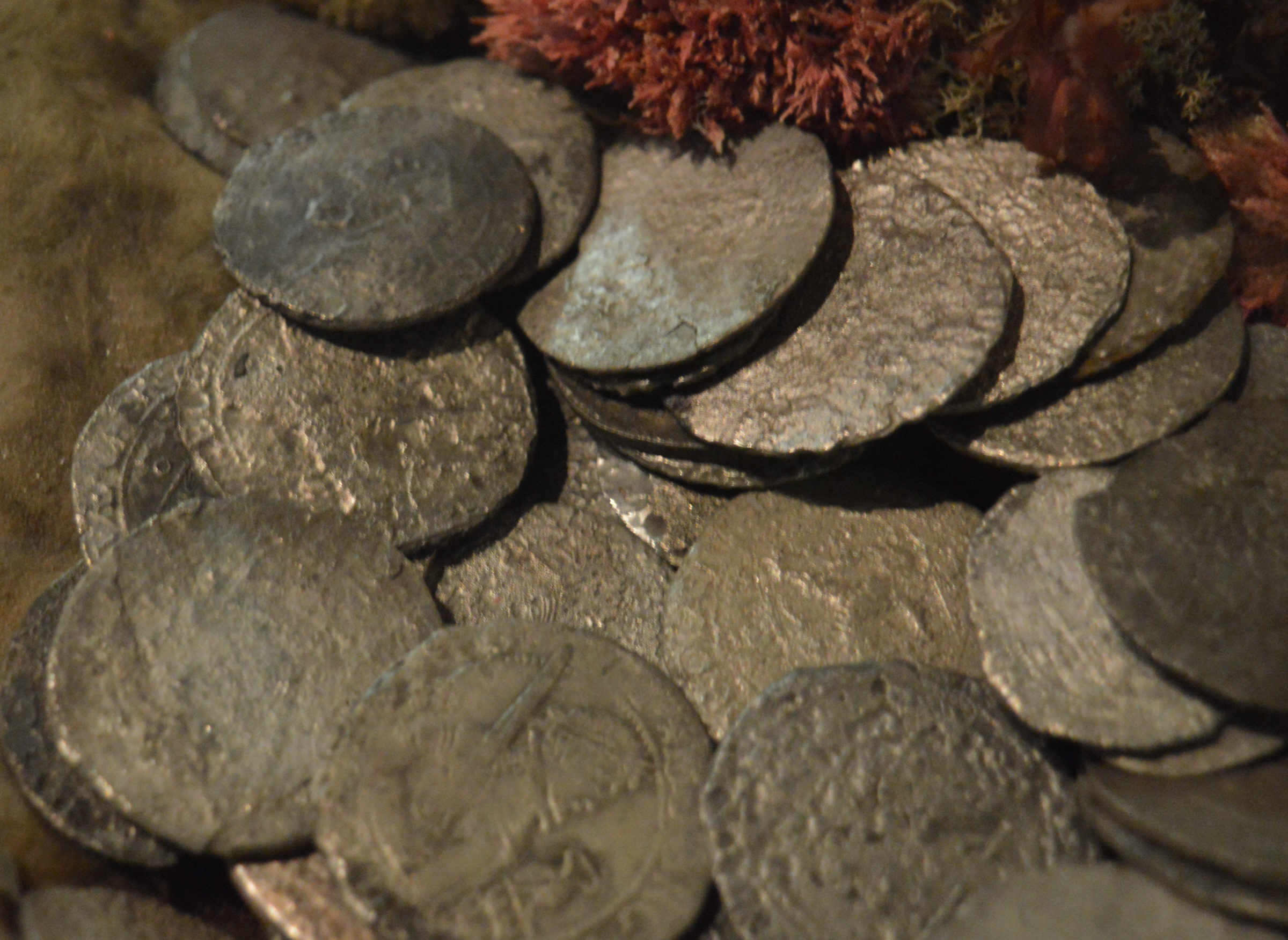
巴達維亞號殘骸發現的硬幣

1840年4月，英國海軍部在阿布羅霍斯群島的西北海岸進行勘測，約翰·洛特·斯托克斯船長報告稱：「在一個島嶼的西南角發現了一艘大船的橫梁，並先假設為澤維克號」，後該經過測量與位置分析，斯托克斯發現的殘骸實際則是巴達維亞號的殘骸。
1950年代，歷史學家亨麗埃塔·德雷克-布羅克曼在經過檔案研究後認為，巴達維亞船的殘骸必須位於瓦拉比群島群中。最終巴達維亞船的殘骸於1963年，由龍蝦漁民大衛·約翰遜發現。
船上的許多文物在1970年代被打撈，包括左舷船尾木材、大砲和錨。為了便於監測和任何未來的處理，船體木材被豎立在鋼架上保存。
1972年，荷蘭政府將澳洲海域荷蘭沉船的權利轉讓給澳洲政府。儘管大部分大砲和錨被留在原地，但挖掘出來的物品在西澳大利亞博物館的不同地點展出。目前巴達維亞號殘骸仍然是西澳大利亞海岸的主要潛水地點之一。

### 寶藏
巴達維亞號上攜帶了大量的寶藏。在船上12個木箱中估計有250,000荷蘭盾，每個木箱包含大約8,000枚銀幣。 這筆錢原本將用於在爪哇購買香料和其他商品。其大部分銀幣則是在荷蘭各省生產的，其餘大部分由漢堡等德國城市生產的硬幣組成。
佩爾薩爾特在搭乘救援船回去事發地點時，被高層指示在需要打撈沈船現場的所有財產。收回這筆錢遠非易事，最終12個木箱中僅打撈出10個。此外，巴達維亞號的寶藏還包括佩爾薩爾特攜帶的特殊物品，這些物品原定將出售莫卧儿帝国，共有四個據稱價值約60,000荷蘭盾的珠寶袋，還有一個4世紀早期的羅馬多彩宝石浮雕。

### 複製品

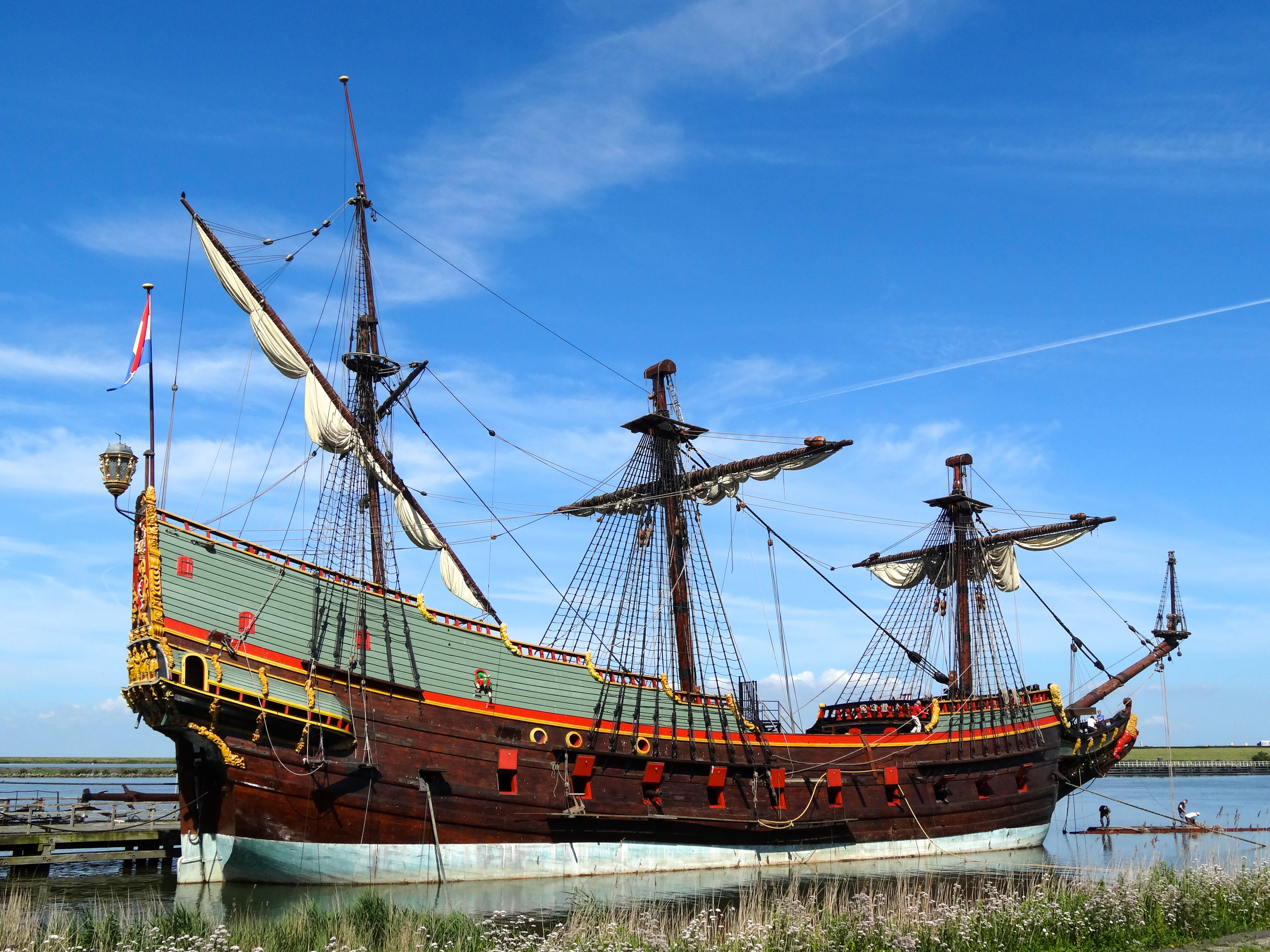
巴達維亞號複製品

一艘巴達維亞船的複製品於1985年至1995年間建造，使用與17世紀初相同的材料和方法興建。其外形為參考的設計是基於當時的文獻紀錄、回收的殘骸和其他同時代船隻的設計，如瓦薩號的形式興建。經過多次紀念的航行後，這艘船現在作為博物館停泊在萊利斯塔德。

## 流行文化
巴達維亞號最著名的複述傳記是由休·愛德華茲撰寫的《憤怒的幽靈島》，這本屢獲殊榮的書描述了巴達維亞號沉船和後果的故事。
1973年，布魯斯·貝雷斯福德製作了以巴達維亞號為主題的電影，名為《巴達維亞號沉船》。另一部紀錄片《巴達維亞 - 沉船、叛變和謀殺》則於1995年於九號網絡播出。
2001年，威爾士作家邁克·達什出版了書籍《巴達維亞的墓地：真實的故事》重述對巴達維亞號上的事件和人員的歷史記載。2012年，彼得·菲茨西蒙斯出版了一本名為《巴達維亞》的書，並詳細討論當時發生的事件，
2017年，一份60分鐘的紀錄片詳細介紹了一些巴達維亞號受害者骨骼遺骸的考古恢復情況。2020年，澳洲犯罪解說節目《案卷》詳細以該事件為主題。海難和隨後的事件也是大衛·馬克在2022年所出版的小說「異端解剖」的主題。